# Przecław Leszczyński
Przecław Leszczyński (ur. 15 sierpnia 1605 w Baranowie, zm. 1670) – rotmistrz królewski w 1635 roku, kasztelan nakielski w latach 1642–1644, starosta kcyński w 1643 roku, kasztelan śremski w latach 1644–1658, wojewoda dorpacki 1658–1670 roku, starosta wschowski w latach 1666–1669. Dziedzic Śmigla i Rydzyny.
Syn Andrzeja Leszczyńskiego, brat Jana, kanclerza wielkiego koronnego, brat bliźniak (starszy o godzinę) Wacława, prymasa Polski oraz przyrodni brat Rafała, wojewody bełskiego. 
Po rychłej śmierci ojca, który był bratem czeskim, wychowany został przez matkę na katolika. W młodości przebywał w Niderlandach, gdzie teoretycznie i praktycznie szkolił się w dziedzinie wojskowości, m.in. walcząc u boku Spinoli. Studiował w Kolegium Jezuitów w Poznaniu, w Padwie w 1624 roku. Dowodził wielkopolskim pospolitym ruszeniem w czasie wojny polsko-szwedzkiej. Kilkakrotnie poseł sejm i deputat na Trybunał Główny Koronny, komisarz królewski, wreszcie senator.